# Lena Endre
Lena Endre (født 8. juli 1955 i Härnösand) er en svensk skuespiller.
Hun har medvirket i en mængde svenske film, blandt andet Bille Augusts Jerusalem fra 1996 i en birolle, der gav hende en Guldbagge-pris.

## Udvalgt filmografi
- Varuhuset (tv-serie, 1987-1988)
- Istanbul (1989)
- Lorry (tv-serie, 1989)
- Pelle flytter til Komfusenbo (1990)
- Den gode vilje (1992)
- Søndagsbarn (1992)
- Yrrol (1994)
- Jerusalem (1996)
- Juloratoriet (1996)
- Spring for livet (1997)
- Fødselsdagen (2000)
- Troløs (2000)
- Gossip (2001)
- Tre sole (2004)
- Lad de små børn (2004)
- Dag og nat (2004)
- Harrys døtre (2005)
- Himlens hjerte (2008)
- Mænd der hader kvinder (2009)
- Englen (2009)
- Pigen der legede med ilden (2009)
- Luftkastellet der blev sprængt (2009)
- Wallander (tv-serie, 2009-2010)
- Limbo (2010)
- The Master (2012)
- Skumringstimen (2013)
- Frikendt (tv-serie, 2014-2015)
- En hustlers dagbog (2017)
- Kingsman: The Golden Circle (2017)
- Tynd Is (tv-serie, 2020)
- Kærlighed og anarki (tv-serie, 2020)
- Quiet Life (2024)